# ميلودي (فلم 2023)
ميلودي ( اللغة الفارسية : ملودی) هو فيلم درامي طاجيكي إيراني غامض لعام 2023 من تأليف وإخراج وإنتاج وتحرير بهروز سبط رسول. تدور أحداث الفيلم حول مدرس الموسيقى ميلودي الذي يريد تأليف مقطوعة موسيقية مؤثرة للأطفال الذين يحاربون السرطان باستخدام صوت 30 طائرًا. تم اختيار الفيلم ليكون المدخل الطاجيكي لجائزة أفضل فيلم روائي عالمي في حفل توزيع جوائز الأوسكار السادس والتسعين .تم اختيار فيلم "ميلودي" في مهرجان السينما الدولي الرابع والخمسين في الهند وسيُعرض لأول مرة دوليًا في قسم سينما العالم.تم اختيار فيلم Melody في مهرجان تشيناي السينمائي الحادي والعشرين وسيتم عرضه في الفترة من 14 إلى 21 ديسمبر.تم اختيار فيلم Melody في قسم المنافسة في مهرجان كيسويك السينمائي الرابع والعشرين بالمملكة المتحدة في الفترة من 29 فبراير إلى 3 مارس 2024.

## ملخص
في مركز سرطان الأطفال ، تقوم ميلودي بتدريس الموسيقى لـ 30 طفلاً. يريد تأليف مقطوعة موسيقية باستخدام أصوات 30 طائرًا مختلفًا. مهمة بسيطة، ولكن عندما يعثرون على 20 طائرًا فقط، ستنطلق ميلودي برفقة مانجو، مدبرة منزل صامتة، في رحلة مع مغني عجوز يعرف مكان بقية الطيور التي يتم اصطيادها.

## يقذف
والممثلون المشاركون في هذا الفيلم هم:
- ديمان زاندي في دور ميلودي
- علي رضا أستادي في دور المغني القديم
- مقداد إسلامي في دور مانجو
- سفر حكادودوف بدور والد العريس
- زولفيا صادقوفا في دور والدة العريس

## يطلق
تم عرض فيلم "ميلودي" لأول مرة عالميًا في أبريل 2023 في مهرجان كارديف البريطاني  قبل طرحه تجاريًا في سبتمبر 2023 في دور السينما الطاجيكية.

## الاستقبال النقدي
قال سادولو رحيموف الناقد السينمائي وعضو فيبريسي ودكتور في الفلسفة أستاذ عن ميلودي: في الآونة الأخيرة، شاهدت باهتمام كبير الفيلم الطاجيكي الإيراني الجديد “ميلودي” للمخرج الإيراني الموهوب بهروز سبت رسول، وهو وهو أيضًا منتج لهذا الفيلم بالتعاون مع نصير سعيدوف (طاجيكستان). تم إنتاج الفيلم من قبل شركة “Namafilm” (إيران) وتلفزيون “Safina” (طاجيكستان) في عام 2023. ويتكون طاقم الفيلم من ممثلين طاجيكيين وإيرانيين. فاجأني الفيلم بعرض غير عادي للمادة. يتم بناؤه بلغة معقدة، على غرار العديد من الأفلام الفنية الأخرى. يبحث المؤلف عن التعبير اللغوي لفكرته طوال الفيلم. وحتى النهاية، يبدو الأمر غير مكتمل إلى الأبد. مع الأخذ في الاعتبار مبادئ استخدام عدم الاكتمال في الرسومات اليابانية الكلاسيكية، فإن هذا النقص يجذب المشاهد للبحث مع المؤلف عن الشكل والوسيلة لإيجاد تحقيق الفكرة. وهذا يخترق ذهن الجمهور للتفكير الإبداعي. في مرحلة ما، تجد الشخصية الرئيسية والمشاهد نفسيهما في موقف صعب، ويبدو أنه لا يوجد مخرج. لكن إصرار البطلة مرارًا وتكرارًا يضعها هي والمشاهد في حالة بحث. إذن، ما هو موضوع هذا الفيلم؟ ميلودي هي موسيقية شابة تقوم بتدريس الموسيقى للأطفال المصابين بالسرطان. إنها متحمسة لمحاولة غرس حب الطبيعة لدى الأطفال، وخاصة الطيور المغردة. تقدم للأطفال مقطوعة موسيقية لغناء أحد الطيور، مما يثير حماستهم، ويطلبون منها إكمال دورة الموسيقى بألحان الطيور المغردة. تأتي إلى القرية التي ولدت فيها، إلى منزل جدها. ويبدأ في البحث باستمرار عن أصوات الطيور المغردة وتسجيلها. هناك خادمة جدها، مانغو البكم، الذي لا يزال يعيش في المنزل الفارغ. يتجولون معًا في القرية بحثًا عن الطيور. مجموعة التسجيلات تتزايد، لكنها لا تزال غير كافية. تقول مانجو إن مغنيًا ناسكًا عجوزًا معينًا فقط يمكنه مساعدتها في العثور على الطيور المفقودة. ثم فجأة يموت مانجو في حادث. في حالة من اليأس، تذهب "ميلودي" إلى الناسك العجوز طلبًا للمساعدة. إنها تكافح للحصول على موافقة الرجل العجوز لتعليمها كيفية التواصل مع الطيور. في عملية التسجيل والاستماع إلى الطيور المغردة، يمكن جمع 29 طائرًا فقط. ولا يمكنها العثور على الطائر الثلاثين وتسجيله بأي شكل من الأشكال. ميلودي في حالة يأس. يخبرها الرجل العجوز أن تبقى مستيقظة طوال الليل لتسمع صوت الطائر عند الفجر. تغفو ميلودي ولا تجد الرجل العجوز في الصباح. وجدته في الحظيرة محاطًا بأطفال مرضى يرتدون ملابس العطلة.

## روابط خارجية
- ميلودي  في قاعدة بيانات الأفلام على الإنترنت (بالإنجليزية)
- Official Page